# Ove Andersson

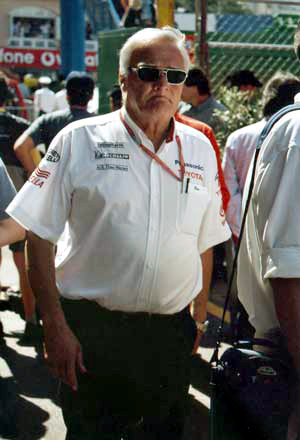
Ove Andersson beim Monaco Grand Prix 2002

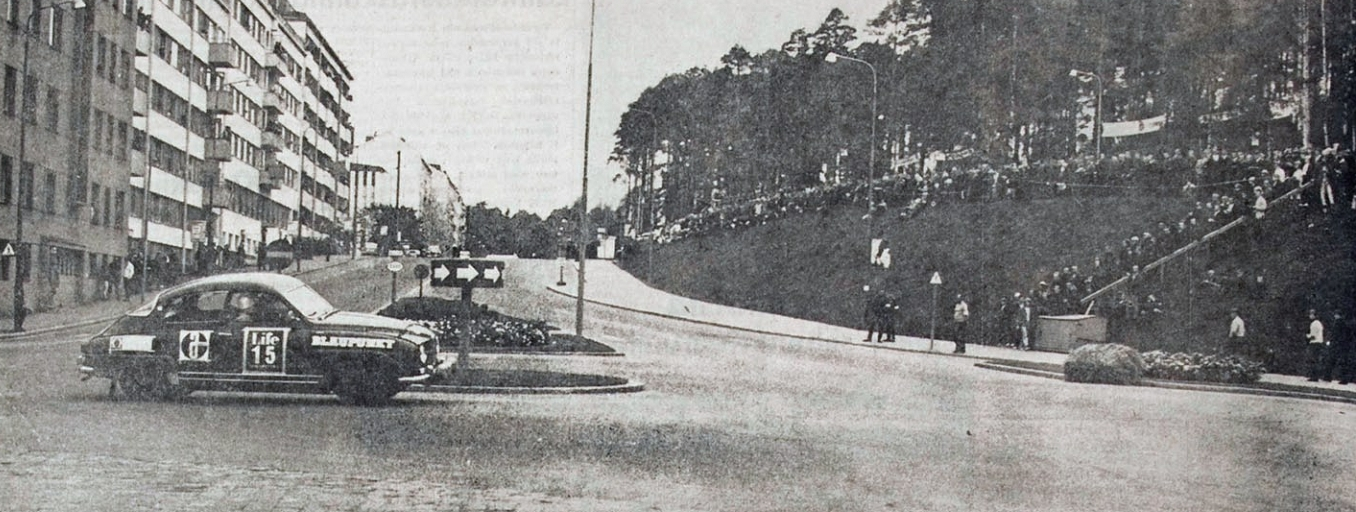
Ove Andersson im Saab 96; bei der 1000-Seen-Rallye 1965

Ove Andersson (* 3. Januar 1938 in Uppsala; † 11. Juni 2008 in Oudtshoorn, Südafrika) war ein schwedischer Rallyepilot sowie Rallye- und Formel-1-Teamchef von Toyota Racing. Anderssons Spitzname war „Påven“ (schwed. für „der Papst“).

## Rallye-Karriere
Er startete seine Karriere 1962 als Rallyefahrer am Lenkrad eines Saab, bevor er zum Lancia-Werksteam wechselte. Dies hielt ihn nicht davon ab, auch bei Sportwagenrennen wie der Targa Florio und den 24 Stunden von Daytona an den Start zu gehen.
Seine größten Erfolge feierte er zusammen mit David Stone mit dem Sieg bei der Rallye Monte Carlo 1971 auf einer Renault Alpine A110 und zusammen mit Arne Hertz bei der Rallye Safari 1975 auf einem Peugeot 504. Weitere Siege erzielte er in seinem erfolgreichsten Jahr 1971 bei der Rallye San Remo, der Internationalen Österreichischen Alpenfahrt und der Akropolis-Rallye. Im Verlauf der Rallye-Weltmeisterschaft 1973 belegte er bei der Rallye Monte Carlo einen zweiten Platz auf einer Alpine und bei der Rallye Safari einen dritten Rang auf einem Peugeot 504. Der spätere Peugeot- und Scuderia-Ferrari-Teamchef Jean Todt war zeitweilig sein Copilot.
Seinen letzten aktiven Einsatz als Rallye-Pilot bestritt er 1982 bei der Rallye Elfenbeinküste.

## Teamchef für Toyota
In späteren Jahren gründete Andersson sein eigenes Team Andersson Motorsport, mit dem er 1979 von Schweden nach Brüssel und vier Jahre später nach Köln-Marsdorf umzog.
Schließlich verkaufte er es als „Toyota Team Europe“ an den Hersteller selbst. Vor dessen Rückzug aus dem Rallyesport 1999 erreichte das Team insgesamt vier Fahrer- und drei Herstellertitel (1993, 1994 und 1999) in der Rallye-Weltmeisterschaft.
Nach der Entscheidung des Toyotakonzerns zum Einstieg in die Formel 1 betraute man Andersson mit der Organisation des Projekts, das erneut in Köln angesiedelt wurde. In den ersten Jahren blieb man dabei mit dem Erreichen erster Punkte und Achtungserfolge relativ erfolgreich. 2003 ging er mit dem Erreichen des in japanischen Firmen obligatorischen Rentenalters in Pension, blieb allerdings bis 2007 in beratender Funktion dem Konzern verbunden.
Während dieser Phase verließ er seine Wahlheimat Deutschland, setzte sich in Südafrika zur Ruhe und erwarb dort mit seinem Partner Ronel Dahms die Ferienanlage Kwelanga Country Retreat Lodge.

## Tödlicher Unfall
Beim Continental Milligan Vintage Trial, einer Orientierungs- und Zuverlässigkeitsfahrt über 670 km und vier Tage, prallte ein ihm entgegenkommender Kleinbus auf der Outeniqua-Pass-Straße (National Route 12), der vor einer unüberschaubaren Kurve einen LKW überholte, frontal in den von Andersson gesteuerten Volvo PV444, der zwar noch ein Ausweichmanöver einleitete, aber dem ins Schleudern geratenen Taxibus nicht mehr ausweichen konnte. Andersson wurde beim Aufprall auf das Lenkrad getötet. Sein 65-jähriger Beifahrer und Besitzer des Volvos erlitt eine Beinfraktur sowie Kopf- und Brustverletzungen, während der Taxifahrer nur leicht verletzt wurde.
Andersson war dreimal verheiratet und hinterließ eine Ehefrau, zwei Söhne und eine Tochter. Sein Sohn Fredrik arbeitete als Techniker für das Formel-1-Team von Renault, während seine zweite Frau, Elizabeth „Liz“ Nyström, die auch wiederholt als Rallye-Beifahrerin für ihn selbst und andere agierte, eine politische Karriere machte und als Abgeordnete ins schwedische Parlament einzog.
Beim Großen Preis von Frankreich am 22. Juni 2008 in Magny-Cours ging das Formel-1-Team von Toyota ihm zu Ehren mit einem schwarzen Trauerflor an den Start. Als Jarno Trulli dieses Rennen mit dem dritten Platz abschloss, was gleichzeitig die beste Platzierung eines Toyotas seit der Saison 2006 war, widmete das Team diese Podiumsplatzierung Ove Andersson und der Chefingenieur Dieter Gass betonte, dass man ohne Andersson nicht in die Formel 1 gelangt wäre.

## Statistik

### Sebring-Ergebnisse
| Jahr | Team                           | Fahrzeug                      | Teamkollege      | Teamkollege  | Platzierung | Ausfallgrund |
| ---- | ------------------------------ | ----------------------------- | ---------------- | ------------ | ----------- | ------------ |
| 1968 | H.F. Squadra Algar Enterprises | Lancia Fulvia HF Zagato Proto | Claudio Maglioli | Bert Everett | Ausfall     | Motorschaden |

### Einzelergebnisse in der Sportwagen-Weltmeisterschaft
| Saison | Team              | Rennwagen           | 1   | 2   | 3   | 4   | 5   | 6   | 7   | 8   | 9   | 10  | 11  | 12  | 13  | 14  |
| ------ | ----------------- | ------------------- | --- | --- | --- | --- | --- | --- | --- | --- | --- | --- | --- | --- | --- | --- |
| 1967   | Lancia            | Lancia Fulvia       | DAY | SEB | MON | SPA | TAR | NÜR | LEM | HOK | MUG | BRH | CCE | ZEL | OVI | NÜR |
| 1967   | Lancia            | Lancia Fulvia       |     | DNF |     |     |     |     |     |     |     |     |     |     |     |     |
| 1968   | Algar Enterprises | Lancia Fulvia       | DAY | SEB | BRH | MON | TAR | NÜR | SPA | WAT | ZEL | LEM |     |     |     |     |
| 1968   | Algar Enterprises | Lancia Fulvia       | DNF | DNF |     |     |     |     |     |     |     |     |     |     |     |     |
| 1974   | Max Moritz        | Porsche 911 Carrera | MON | SPA | NÜR | IMO | LEM | ZEL | WAT | LEC | BRH | KYA |     |     |     |     |
| 1974   | Max Moritz        | Porsche 911 Carrera | DNF |     |     |     |     |     |     |     |     |     |     |     |     |     |